# ただみ・モノとくらしのミュージアム

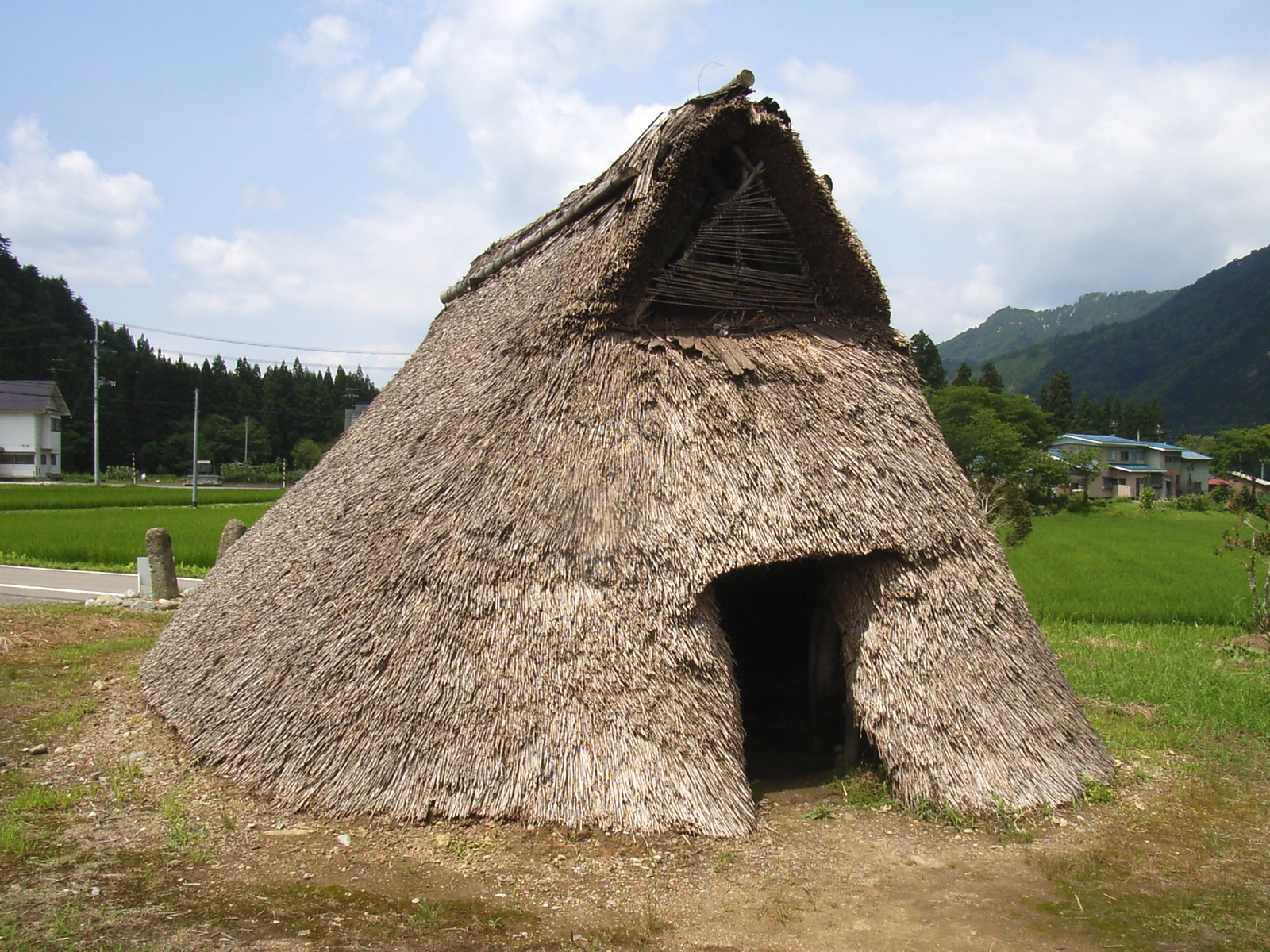
窪田遺跡の復元竪穴建物。

ただみ・モノとくらしのミュージアムは、福島県南会津郡只見町にある博物館である。

## 概要
国の重要有形民俗文化財に指定された「会津只見の生産用具と仕事着コレクション」2,333点を収蔵・展示する施設として、2022年（令和4年）7月22日に、会津只見考古館を改修・リニューアルして開館した。
会津只見考古館は、隣接地にある窪田遺跡（福島県指定史跡）で出土した遺物や地域の考古資料の収集・保管、および展示を目的として、只見町が1991年（平成3年）7月1日に設置した博物館で、建物の設計は株式会社清水公夫研究所が行った。
窪田遺跡の史跡指定範囲は公園として整備されていて、竪穴建物3棟や再葬墓が復元されている。

## 窪田遺跡
窪田遺跡（くぼたいせき）は、伊南川左岸の河岸段丘上に位置する縄文時代後期から弥生時代中期にかけての複合遺跡で、広さは約2000平方メートル。
県営圃場整備事業に伴う予備調査を1981年（昭和56年）に実施、1985年（昭和60年）から1986年（昭和61年）に行われた発掘調査では、縄文時代の竪穴建物跡4棟や、弥生時代の竪穴建物跡2棟と再葬墓などが検出された。特に伊南川流域で初めて確認された再葬墓は、建物跡に近接した場所から検出されており、このような例は全国的にも少なく貴重である。
1987年（昭和62年）3月27日に福島県の指定史跡となる。

## 利用情報
- 開館時間
  - 9時30分 - 17時
- 休館日
  - 毎週月曜日（祝日の場合は翌日）
- 入館料
  - 無料
- 駐車場
  - あり

## 交通アクセス
- JR只見線 只見駅から車で20分

- JR只見線 只見駅から只見町が運行している定期路線バス自然首都・只見号で約25分。

- 会津鉄道会津線 会津田島駅から只見町が運行している定期路線バス自然首都・只見号で約1時間。